# آنجلینا لوبکه
آنجلینا لوبکه (انگلیسی: Angelina Lübcke؛ زادهٔ ۲۴ فوریهٔ ۱۹۹۱) بازیکن فوتبال اهل آلمان است.
از باشگاه‌هایی که در آن بازی کرده‌است می‌توان به اس‌سی سند و باشگاه فوتبال لوکوموتیو لایپزیگ اشاره کرد.
وی همچنین در تیم‌های ملی فوتبال Germany women's national under-17 football team, Germany women's national youth football team#Germany women's national under-19 squad, Germany women's national under-20 football team، و Germany women's national under-23 football team بازی کرده‌است.